# Nereida (luna)
Nereida (grško Νηρηΐδα: Nereida) je Neptunov naravni satelit.

## Odkritje in imenovanje
Luno Nereido je odkril 1. maja leta 1949 Gerard Peter Kuiper, ki je tudi predlagal ime. Imenoval jo je po morski nimfi Nereidi iz grške mitologije.

## Lastnosti
Dolgo so jo imeli za Neptunovo zunanjo luno. Po velikosti je tretja največja Neptunova luna saj ima premer 340 km. Kroži po tirnici, ki je v poprečju oddaljena od Neptuna 5,513.400 km, ima pa izredno veliko izsrednost. Njena izsrednost je največja med vsemi naravnimi sateliti v Sončevem sistemu . Zaradi Kozaijevega pojava, ki močno vpliva na nekatere zunanje nepravilne lune plinskih velikanov (primer je Saturnova luna Bestla in Uranova luna Margareta), bo luna Nereida to prednost v daljni prihodnosti izgubila. Nenavadna tirnica kaže na to, da bi lahko bila zajeti asteroid iz Kuiperjevega pasu. Možno je tudi, da je prišlo do motnje pri zajetju največjega Neptunovega satelita Tritona.

Luna Halimeda bi lahko nastala ob trku nekega nebesnega telesa z luno Nereido.